# Eostichopus arnesoni
Eostichopus arnesoni is een zeekomkommer uit de familie Stichopodidae.
De wetenschappelijke naam van de soort werd in 1982 gepubliceerd door Cutress & Miller.